# Pârâul Mare, Arcuș
'Pârâul Mare este un curs de apă din județul Covasna. Este unul din cele două brațe care formează râul Arcuș. 

## Hărți
- Harta județului Covasna
- Harta Munții Bodoc-Baraolt  Arhivat în 29 ianuarie 2014, la Wayback Machine.